# Dansk Kirke-Mission
Dansk Kirke-Mission i Arabien (D.K.M.) betegner den protestantiske mission i Arabien, der begyndte med Jon Keith Falconer, en ung, skotsk adelsmand (f. 5. juli 1856), der havde udmærket sig både som sportsmand og som lærd (særlig i arabisk), da han besluttede at vie sit liv til Muhammedanermissionen. 1885 kom han til Aden for at undersøge mulighederne for et missionsarbejde i Sydarabien. Han foreslog den skotske frikirke at oprette en missionsstation i Sheikh Othman, en forstad til Aden, og tilbød, at han og hans hustru ville arbejde uden vederlag; desuden ville de betale omkostningerne ved opførelsen af et missionshus og den årlige løn til en lægemissionær. Allerede 11. maj 1887 døde Keith Falconer af feber, men hans arbejde blev fortsat af andre, og der var siden 2 skotske lægemissionærer og et missionshospital i Sheikh Othman.
På østkysten af Arabien søgte den tidligere missionær og biskop i Indien, Thomas Valpy French, forgæves at vinde indgang. 14. maj 1891 døde han i Maskat. Samme år begyndte missionærer fra den hollandsk-reformerte kirke i Amerika (The Reformed Church) deres arbejde ved den persiske havbugt. Efterhånden fik de oprettet missionsstationer i Basra, Kuwait, Maskat og på Bahrain. Foruden ved prædiken virkede de ved lægemission, idet de havde erfaret, at »lægen og sygeplejersken kan komme frem overalt«, og ved at udbrede Bibler, der er meget efterspurgte.
Både skotternes og amerikanernes arbejde var forudsætningen for D.K.M. Dens stifter var Oluf Høyer. Han blev født i Roskilde den 29. juli 1859. 1881 blev han ansat i København i politiets tjeneste, men 1896 tog han sin afsked fra denne gerning, fordi han følte kald til at blive missionær blandt muhammedanerne. 1897 rejste han sammen med sin hustru til Beirut i det daværende Syrien for at lære arabisk. 1899 bosatte han sig i Hebron. Her var der allerede i forvejen både tyske, skotske og amerikanske missionærer, og virksomheden i Palæstina var i det hele væsentligt et evangelisationsarbejde blandt medlemmerne af de gamle kristne kirker, hvorfor Høyer længtes efter et selvstændigt og direkte arbejde blandt muhammedanerne. Da læste han i et missionstidsskrift et opråb fra den utrættelige forkæmper for den amerikanske mission i Østarabien, S.M. Zwemer, hvorved hans opmærksomhed blev henledt på byen Makalla i Sydarabien. Han rejste da derhen (1903), efter at han først var blevet ordineret i Jerusalem af pastor Einar Prip fra »Østerlandsmissionen«. Da det imidlertid viste sig umuligt for Høyer at kunne blive i Makalla, tog han til Aden, og efter et forslag af den skotske lægemissionær, Dr. Young, besluttede han at blive i Sheikh Othman og optage et samarbejde med Keith Falconer-missionen i denne by. Der blev da truffet en overenskomst (1904), ifølge hvilken Høyer skulle øve skolegerning og industrimission, det vil sige lede et snedkerværksted, for ad den vej at lære befolkningen arbejdets velsignelse. Høyer åbnede en lille arabisk drengeskole; senere begyndte hans hustru en pigeskole. 1907 blev de første 2 familier døbt. Det vakte adskillig modstand, og en del af børnene forlod skolen, men det varede ikke længe, inden den atter fik flere elever.
I 1910 overtog Høyer det britiske bibelselskabs depot i Aden, og skolen blev flyttet hertil fra Sheikh Othman. I sit arbejde ved pigeskolen og blandt de arabiske kvinder fik fru Høyer hjælp af de senere udsendte kvindelige missionærer, der også øvede sygeplejegerning. Derimod havde D.K.M. endnu ikke fået nogen lægemissionær.
Da Aden med sin altid brændende sol og sin tørre hede er et meget usundt opholdssted, havde Høyer ønsket – foruden dette strategisk vigtige udgangspunkt – at få en station i det indre af Arabien, i højere liggende og derfor sundere egne. 1911 åbnede han et bibel- og bogudsalg, senere også en skole, i Al-Hudaydah ved det Røde Hav, hvorfra han håbede at kunne nå frem til Sanaá, hovedstaden i Yemen.
D.K.M. havde store vanskeligheder at kæmpe med både hjemme og ude. I Danmark var det svært at vinde den fornødne tilslutning. I den senere tid skete der dog væsentlige fremskridt. Der blev nedsat et udvalg for at støtte denne mission. Dets formand var pastor Jul. Ifversen. Det årlige budget var ca. 25.000 Kr. Bidragyderne hørte aldeles overvejende til Indre Missions retning. I Arabien havde D.K.M. foruden de sædvanlige vanskeligheder ved al muhammedanermission også mødt særlige vanskeligheder, både af klimatisk og af politisk art. Forkyndelsen af fredens evangelium blev i høj grad vanskeliggjort ved Tyrkiets krig med Italien og senere med Balkanstaterne, og endelig ved 1. verdenskrig, der bevirkede, at missionærerne foreløbig måtte opgive deres missionsstationer og rejse hjem til Europa.